# Michael van Praag
Michael van Praag (* 28. září 1947, Amsterdam, Nizozemsko) je nizozemský fotbalový funkcionář, bývalý předseda nizozemského klubu AFC Ajax a od srpna 2008 předseda Královské nizozemské fotbalové asociace (KNVB).
V lednu 2015 oznámil kandidaturu na prezidenta FIFA (proti Seppu Blatterovi ve volbách v roce 2015), 21. května 2015 ji stáhl a vyjádřil podporu ve volbách jordánskému princi Alimu bin Al-Husseinovi.
Kandidoval i na předsedu UEFA. 14. září 2016 během 12. mimořádného kongresu v řeckých Aténách podlehl ve volbách slovinskému kandidátovi Aleksanderu Čeferinovi poměrem 13:42 hlasů.